# Papa French
Albert "Papa" French (? - 1977) was een Amerikaanse jazz-muzikant uit New Orleans. Hij speelde banjo en gitaar en was de leider van The Original Tuxedo Brass Band.
French speelde banjo in The Original Tuxedo Brass Band. Na het overlijden van trombonist Eddie Pierson, de leider van de band en zelf opvolger van Papa Celestin, nam Albert French de leiding over. Tot zijn dood in 1977 was hij de bandleider. Hij werd toen opgevolgd door zijn zoon, de drummer Bob French.

## Discografie
- Oscar Papa Celestin with Adolphe Alexander, American Music, 2008
- Marie Laveau (Papa Celestin's New Orleans Band), GHB Records, 1995
- A Night at Dixieland Hall (live-opnames 1965), Nobility

- Library of Congress Control Number: no2006011487
- MusicBrainz: 556b1f74-d94f-4d22-8b69-e0bec6058a7b
- Istituto Centrale per il Catalogo Unico: PCMV003340
- Virtual International Authority File: 7136786
- WorldCat: E39PBJt43xqQRyhjB6wXFbBVmd